# Embraer KC-390
Embraer KC-390 – brazylijski dwusilnikowy, wojskowy samolot transportowy, wytwórni Embraer.

## Historia

### Geneza
Pierwsze informacje o zamiarze budowy nowego taktycznego samolotu transportowego przez brazylijskiego producenta pojawiły się w listopadzie 2006 roku na łamach magazynu Flight International. Nowy projekt z jednej strony miał zwiększyć ofertę Embraera, a z drugiej, zapewnić ciągłość produkcji w wypadku zmniejszenia się popytu na tradycyjne maszyny w ofercie firmy, samoloty pasażerskie i dyspozycyjne. Pół roku później, 19 kwietnia 2007 roku, wiceprezes zarządu Embraera Luiz Carlos Aguiar, trakcie odbywających się w Rio de Janeiro targów Defesa e Segurança da América Latina ogłosił, iż faktycznie firma rozważa plany budowy nowego odrzutowego samolotu transportowego przeznaczonego dla wojska, oznaczonego wstępnie jako C-390, dysponującego ładownością rzędu 19 ton. Na rynkach międzynarodowych samolot miałby konkurować z turbośmigłowym Lockheed C-130 Hercules. Przewidywano szeroki zakres zadań zdolnych do realizacji przez C-390. Od transportu ładunków, żołnierzy i pojazdów, poprzez zadania ewakuacji medycznej. Realizację tego typu zadań miała ułatwić duża tylna rampa ładunkowa. Maszyna miała być zdolna do uzupełniania paliwa w locie, jak również sama pełnić rolę latającej cysterny. Wychodząc naprzeciw wymaganiom Brazylijskich Sił Powietrznych (Força Aérea Brasileira – FAB), samolot miał być również zdolny do operowania z nieutwardzonych lądowisk, pozbawionych infrastruktury lotniskowej. W pracach projektowych zamierzano skorzystać z doświadczeń zdobytych podczas prac nad samolotami rodziny Embraer E-Jets i Embraer Regional Jet (ERJ). Do napędu konstrukcji miały posłużyć silniki Pratt & Whitney PW6000 lub Rolls-Royce BR715 o ciągu rzędu 76-98 kN. Przewidywano zastosowanie cyfrowej awioniki oraz elektronicznego układu sterowania samolotem.

### Projekt

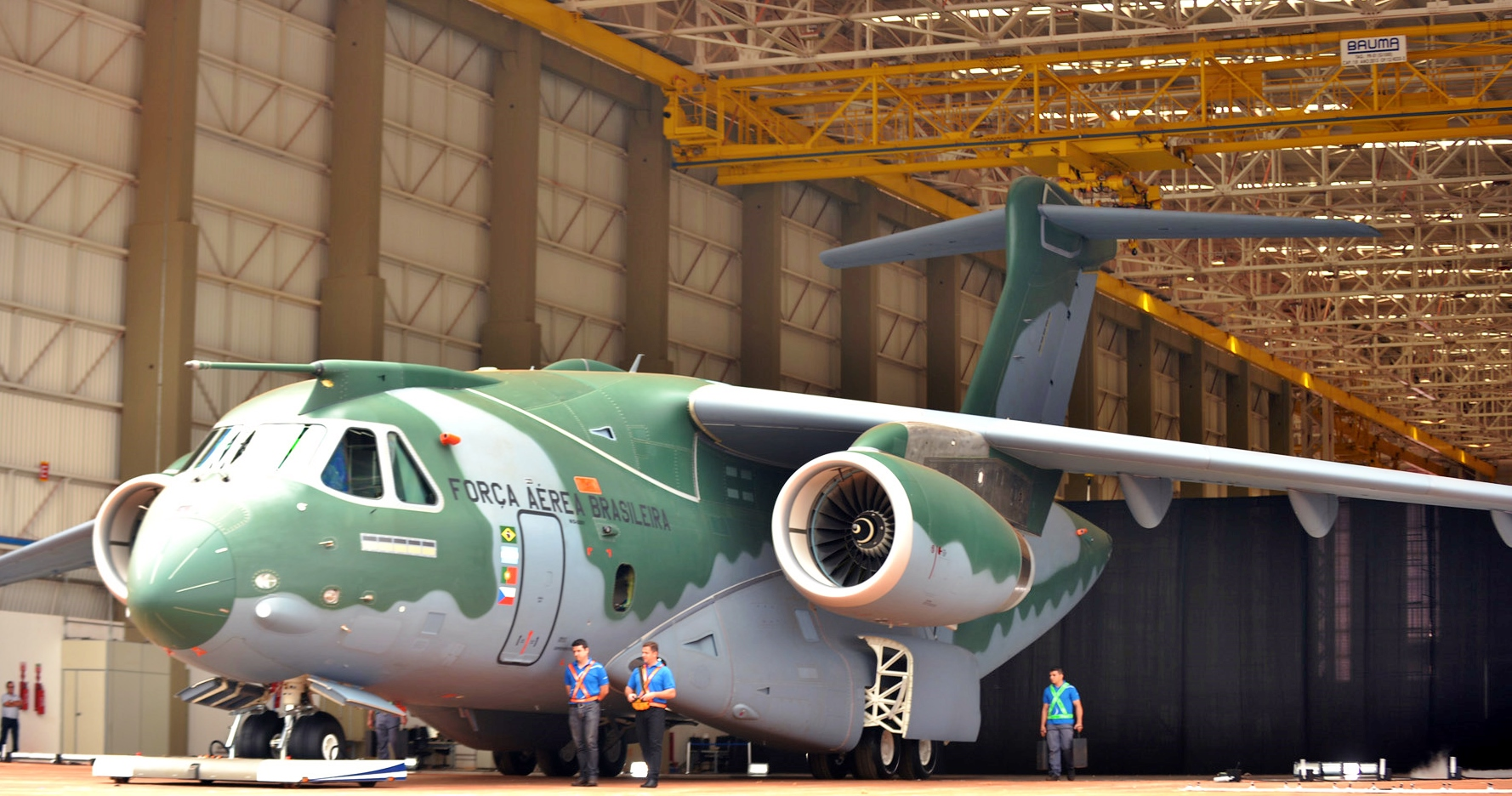
21 października 2014 roku, roll-out ukończonego pierwszego prototypu samolotu

W następnych miesiącach prace nabrały tempa. Rozpoczęto wstępne analizy dotyczące projektu, jego wykonalności i przyjętych rozwiązań konstrukcyjnych. Zaczęto również poszukiwać potencjalnych partnerów zagranicznych chcących uczestniczyć w projekcie oraz zainteresowanych kupnem nowej maszyny. W październiku 2008 roku producent otrzymał od krajowych sił powietrznych wstępne wymagania dotyczące konstrukcji, dzięki czemu projekt Embraera ulegał krystalizacji. Między innymi wstępne klasyczne usterzenie zmieniono, wybierając układ w kształcie litery T. Zmieniono również oznaczenie samolotu aby podkreślić równorzędność funkcji transportowych i latającej cysterny na KC-390. Formalny start projektu odbył się 14 kwietnia 2009 roku. Wówczas to, w trakcie kolejnych targów Defesa e Segurança da América Latina, Embraer podpisał umowę z FAB o współpracy w zakresie zaprojektowania, budowy i rozwoju samolotu KC-390. Umowa przewidywała budowę dwóch lotnych prototypów oraz dóch płatowców przeznaczonych do prób naziemnych. Nadzór nad projektem powierzony został Komitetowi Koordynacyjnemu Programów Samolotów Bojowych (port. Comissão Coordenadora do Programa Aeronave de Combate – COPAC). Szefem organizacji został generał José Augusto Crepaldi Affonso. COPAC formalnie podlegał Departamentowi Nauki i Techniki Lotniczo-Kosmicznej (Departamento de Ciência e Tecnologia Aeroespacial – DCTA) Dowództwa Lotnictwa brazylijskiego. Wstępne plany zakładały oblot prototypu w 2012 roku i wejście maszyny do służby w 2015 roku.
25 lipca 2011 roku poinformowano o wyborze silników dla KC-390, którymi zostały jednostki IAE V2500-E5 (model V2531-E5). 23 lutego 2012 roku brazylijski minister obrony Celso Amorim odwiedził siedzibę DCTA São José dos Campos. W ramach wizyty zademonstrowana została pełnowymiarowa makieta samolotu. 5 lipca tego samego roku zainaugurowano badania tunelowe modelu samolotu w mieszczącym się w Marknesse w Holandii ośrodku German-Dutch Wind Tunnels DNW. Badania miały na celu określenie charakterystyk aerodynamicznych samolotu w krytycznych zakresach prędkości lotu. W dniach 20–29 sierpnia 2012 roku, przedstawiciele producenta oraz sił powietrznych dokonali wstępnej oceny projektu (Preliminary Design Review – PDR). Celem była analiza przyjętych rozwiązań konstrukcyjnych, stanu realizacji projektu i ewentualnych modyfikacji i zmian jakie należałoby dokonać. W kolejny roku, pomiędzy 11 a 22 marca 2013 roku dokonano ostatecznej oceny stanu zaawansowania projektu (Critical Design Review – CDR). Jego celem była analiza projektu pod kątem spełnienia wymagań konstruktorów, sił powietrznych, zdolności do realizacji stawianych przed nowym samolotem zadań. Projekt uzyskał pozytywną ocenę co umożliwiło rozpoczęcie prac nad budową prototypów samolotu.

### Prototyp

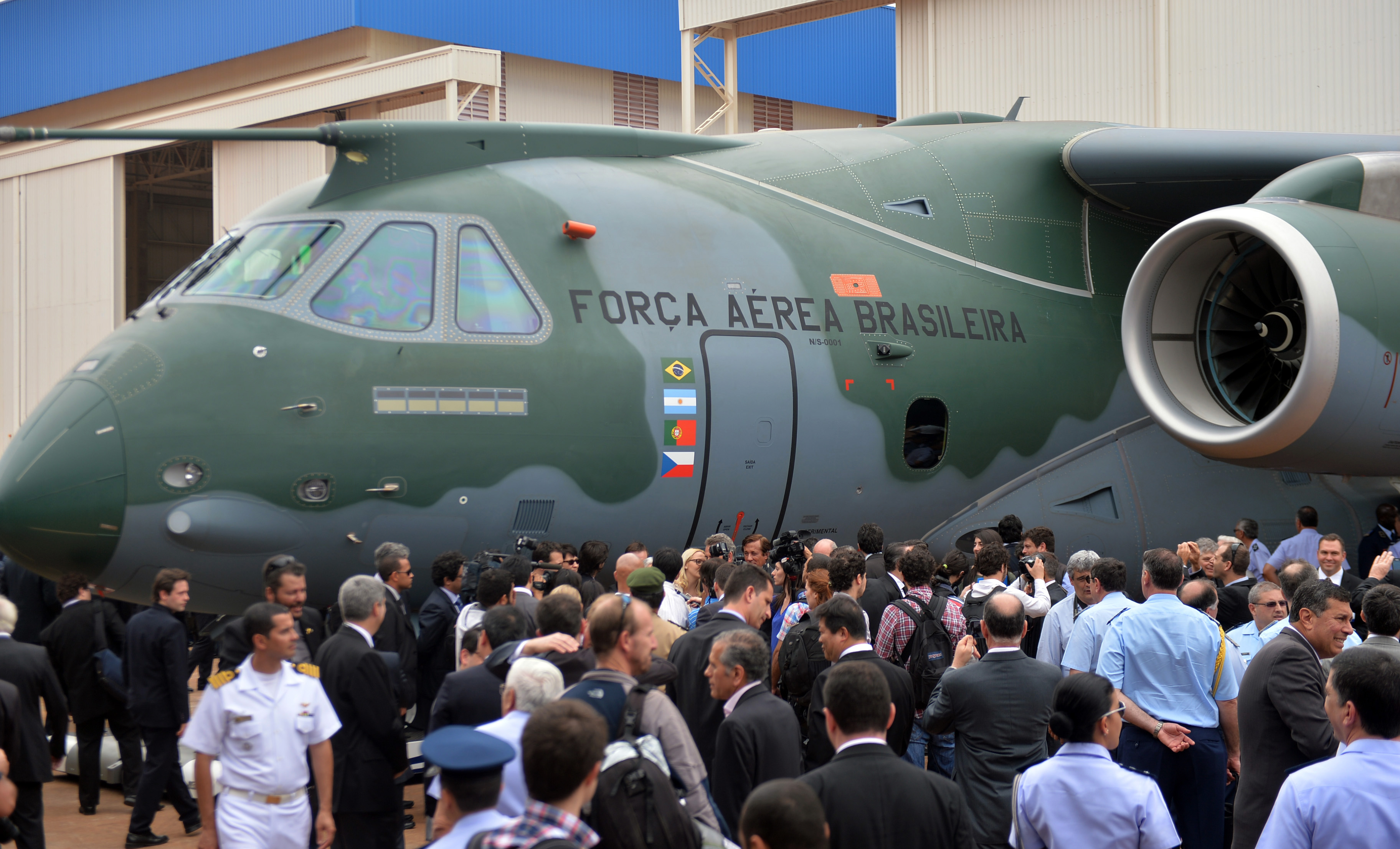
21 października 2014 roku, roll-out ukończonego pierwszego prototypu samolotu. Na kadłubie widoczne są namalowane flagi państw kooperujących w budowie samolotu

Końcowy montaż pierwszego latającego prototypu rozpoczęto w maju 2014 roku. Ukończoną maszynę, największy samolot kiedykolwiek zbudowany w Ameryce Południowej, po raz pierwszy uroczyście zademonstrowano 21 października 2014 roku. W prezentacji samolotu wzięli udział między innymi brazylijski minister obrony Celso Amorim, dowódca brazylijskich sił powietrznych generał Juniti Saito. Przedstawiciele producenta, prezes zarządu Embraera Frederico Fleury Curado, wiceprezes zarządu i dyrektor generalny Embraer Defense & Security Jackson Medeiros De Farias Schneider oraz przedstawiciele ponad 30 krajów. Wśród nich minister obrony Argentyny Agustín Rossi, minister obrony Portugalii José Pedro Aguiar-Branco oraz dowódca czeskich sił powietrznych generał Libor Štefánik. Podkreślając udział zagranicznych partnerów w projekcie, na kadłubie prototypu o znakach PT-ZNF namalowano flagi Brazylii, Argentyny, Portugalii i Czech. Kolejne tygodnie przeznaczone zostały do przeprowadzenia wszystkich niezbędnych naziemnych prób przed oblotem maszyny. Wstępnie oblot samolotu planowany był na styczeń 2015 roku jednak z powodu nieukończonych prac nad cyfrowym systemem sterowania, pierwszy start prototypu został opóźniony. Doszło do niego 3 lutego 2015 roku w Centrum Prób w Locie (Centro de Ensaios em Voo) Embraera w Gavião Peixoto. Za sterami samolotu zasiedli piloci doświadczalni Mozart Louzada dowódca załogi i Marcos Salgado de Oliveira. Na pokładzie w trakcie lotu towarzyszyli im inżynierowie pokładowi Raphael Lima i Roberto Becker. Według informacji producenta trwający godzinę i 25 minut lot zakończył się sukcesem. Do swojego drugiego lotu maszyna wzbiła się po długiej przerwie dopiero 26 października 2015 roku. Jako przyczynę 8 miesięcy spędzonych na ziemi podano problemy finansowe wynikające z kryzysu ekonomicznego, jaki dotknął całą Brazylię. Poinformowano również o dokonaniu kilku modyfikacji konstrukcyjnych samolotu. 14 marca 2016 roku poinformowano o ukończeniu budowy drugiego lotnego prototypu. Maszyna o znakach PT-ZNJ i numerze seryjnym 390002 do swojego pierwszego lotu wzbiła się 28 kwietnia tego samego roku. W następnym miesiącu pierwszy prototyp przeprowadził próby z podwieszanym zasobnikiem do przetaczania paliwa w powietrzu. W trakcie prób testowano działanie zasobnika, rozwijanie i zwijanie elastycznego węża w różnych zakresach prędkości. W czerwcu do dalszych prób włączony został drugi prototyp, na którym pomiędzy czerwcem i lipcem 2016 roku przeprowadzono próby zrzutu skoczków spadochronowych przy użyciu bocznych drzwi desantowych oraz tylnej rampy ładunkowej. 18 listopada 2016 roku transportowiec otrzymał tymczasowy wojskowy certyfikat typu oznaczający, iż w swojej podstawowej konfiguracji maszyna spełnia wymagania stawiane przez wojsko. Organem wydającym certyfikat był brazylijski Instytut Rozwoju i Koordynacji Przemysłowej (Instituto de Fomento e Coordenação Industrial IFI). Również w listopadzie tego samego roku prace badawcze objęły po raz pierwszy próby obciążeń statycznych wybudowanego płatowca numer 390801. Z kolei drugi nielatający płatowiec numer 390802, poddany został próbom zmęczeniowym, mającym na celu ustalenie zakres maksymalnych obciążeń konstrukcji. 19 lutego 2017 roku doszło do pierwszego połączenia KC-390 z drugim samolotem za pomocą elastycznego przewodu do podawania paliwa. Próba miała na celu sprawdzenie działania całej procedury połączenia bez samego przetaczania paliwa. W próbie wziął udział drugi prototyp oraz F-5EM.
17 października 2017 roku podczas lotu testowego doszło do groźnego incydentu w powietrzu. Według nieoficjalnych wstępnych wyjaśnień mediów, w trakcie lotu prototypu numer 1 doszło do przemieszczeni się znajdującego się na pokładzie ładunku, sprzętu pomiarowego, a tym samym zmiany środka ciężkości samolotu. W efekcie maszyna w niekontrolowany sposób zaczęła gwałtownie obniżać pułap lotu z 8000 metrów. Dopiero na wysokości 300 metrów załodze udało się odzyskać kontrolę nad samolotem i bezpiecznie wylądować na fabrycznym lotnisku. Oficjalne wyjaśnienia za powód utraty wysokości uznały przekroczenie eksploatacyjnych ograniczeń w zakresie prędkości i przeciążenia samolotu w trakcie wykonywania zadań z zakresu badania charakterystyk maszyny w warunkach symulowanego oblodzenia w locie z małą prędkością. Inspekcja samolotu nie wykazała znaczących awarii, doszło jedynie do uszkodzeń okien i pokryw luków inspekcyjnych.
20 grudnia 2017 roku producent poinformował o uzyskaniu przez KC-390 wstępnej gotowości operacyjnej oraz otrzymanego przez Narodową Agencję Lotnictwa Cywilnego (Agência Nacional de Aviação Civil) tymczasowego certyfikatu typu. Do grudnia 2017 roku oba prototypy spędziły w powietrzu ponad 1500 godzin oraz wykonano 40 000 godzin badań naziemnych.

## Kooperanci
W budowę maszyny, poza głównym wykonawcą Embraerem zaangażowanych jest również wielu podwykonawców zagranicznych. W latach 2010–2012 nawiązano współpracę i dokonano podziału zadań przy projekcie wraz czeskim Aero Vodochody, portugalskim OGMA – Indústria Aeronáutica de Portugal S.A. oraz argentyńską Fábrica Argentina de Aviones (FAdeA). Obok nich, w pracach uczestniczy kilkadziesiąt innych podmiotów z kraju i zagranicy. Portugalska OGMA produkuje środkową część kadłuba, sponsony, pokrywy podwozia głównego, zaprojektowanego przez portugalską firmę Empresa de Engengaria (EEA) oraz stery wysokości. Argentyńska FAdeA wytwarza przerywacze, pokrywy podwozia przedniego, górne drzwi nad rampą ładunkową, osłony siłowników klap, osłonę końcówki kadłuba oraz sekcje wyposażenia elektronicznego znajdującą się za kabiną załogi. Czeska Aero Vodochody robi drugą tylną sekcję kadłuba, rampę ładunkową, nieruchome elementy krawędzi natarcia skrzydeł, pokrywy luków serwisowych, drzwi wejściowe i awaryjne. Wreszcie sam Embraer w pięciu zakładach w Brazylii i dwóch w Portugalii robi przednią i jedną z tylnych sekcji kadłuba, skrzydła i usterzenia. Montaż podzespołów i montaż końcowy oraz obloty wykonuje się w Gavião Peixoto.

## Zamówienia

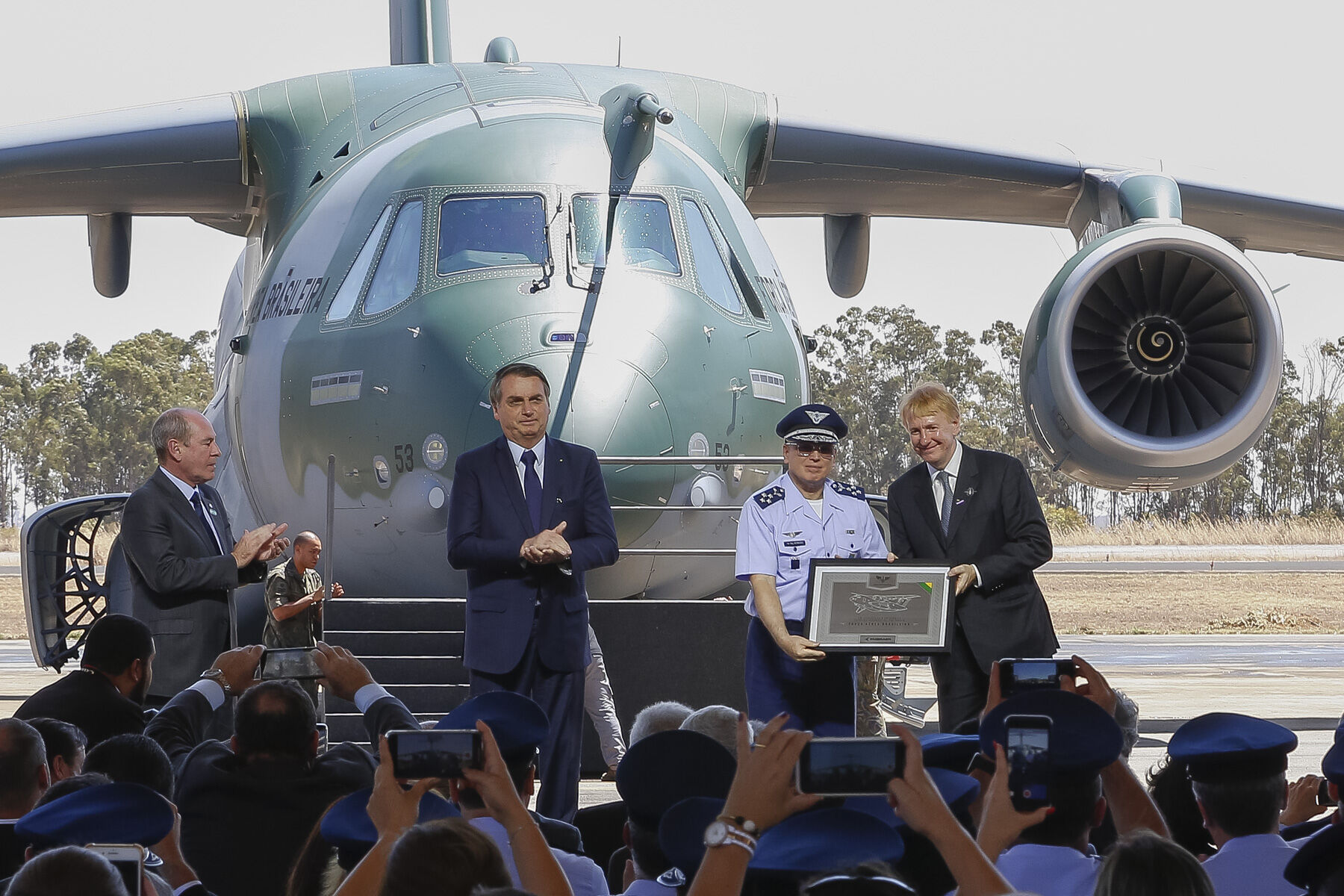
4 września 2019 roku, uroczystość przekazania brazylijskim siłom powietrznym pierwszego egzemplarza samolotu KC-390. W uroczystości uczestniczy prezydent Brazylii Jair Bolsonaro

Od rozpoczęcia prac projektowych, głównym odbiorcom samolotu miały być rodzime siły powietrzne. Przedstawiciele lotnictwa wojskowego brali udział w konsultacjach mających na celu przyjęcie rozwiązań mających zaspokoić potrzeby FAB. Na międzynarodowej wystawie lotniczej Farnborough International w lipcu 2010 roku, dowódca Sił Powietrznych Brazylii Lieutenant-Brigadier Juniti Saito poinformował, że brazylijskie lotnictwo wojskowe zainteresowane jest pozyskaniem 28 samolotów, z których większość ma zastąpić Lockheed C-130 Hercules E/H/M, a sześć pełnić funkcję tankowców, zastępując maszyny KC-130. Wstępna zapowiedź zmaterializowała się 20 maja 2014 roku podczas uroczystego otwarcia nowej hali montażowej w Gavião Peixoto. W trakcie uroczystości z udziałem prezydent kraju Dilmy Rousseff oraz gubernatora stanu São Paulo Geraldo Alckmina podpisano zamówienie na 28 samolotów wraz z pakietem logistycznym i częściami zamiennymi. Wstępne plany zakładały rozpoczęcie dostaw seryjnych samolotów w 2016 roku i rozpoczęcie procesu wymiany Herculesów. Dostawę wszystkich zamówionych egzemplarzy planowano zrealizować w przeciągu kolejnych 10 lat. Kryzys ekonomiczny oraz opóźnienia w badaniach samolotów, spowodowały przesunięcie terminu. 26 maja 2021 roku służby prasowe brazylijskich sił powietrznych poinformowały, iż zamówiona liczba 28 egzemplarzy KC-390, ulegnie redukcji. Powodem jest kryzys ekonomiczny i przesunięcie środków finansowych na inne dziedziny życia, dotknięte skutkami pandemii COVID-19.
W 2021 roku, brazylijskie siły powietrzne jednostronnie, bez konsultacji z producentem, zmniejszyły liczbę zamówionych egzemplarzy z 28 do 15 sztuk. W wyniku negocjacji pomiędzy obydwoma podmiotami udało się osiągnąć w 2022 roku porozumienie, w ramach którego, siły powietrzne zakupią 19 samolotów. Dostawy transportowców mają być zrealizowane do 2034 roku.
Obok odbiorcy krajowego, Embraer intensywnie stara się pozyskać klientów zagranicznych. Już w 2010 roku model maszyny prezentowany był na odbywających się w Chile targach Feria Internacional del Aire y del Espacio. Dalsze starania przyniosły umiarkowany sukces. 24 sierpnia 2010 roku podpisano list intencyjny w sprawie zakupu sześciu egzemplarzy samolotu z Chile. W tym samym roku, 1 września podpisano kolejny list intencyjny z Kolumbią na zakup tuzina samolotów. 10 września 2010 roku następny list intencyjny z Portugalią na zakup sześciu maszyn, trzy dni później, 13 września 2010 roku kolejny list podpisany z Czechami w sprawie zakupu dwóch samolotów i 29 października tego samego roku następny list, na zakup sześciu KC-390, podpisany z Argentyną.
W czerwcu 2013 roku, w trakcie odbywających się we Francji Międzynarodowego Salonu Lotniczego w Paryżu, Embraer i amerykański Boeing podpisały umowę u wspólnej promocji samolotu na terenie Stanów Zjednoczonych, Wielkiej Brytanii i wybranych krajów bliskowschodnich. 8 czerwca 2017 roku portugalski rząd zatwierdził plan zakupu brazylijskich samolotów. Swoją szansę na sprzedaż samolotu Embraer upatrywał w kanadyjskim programie Fixed-Wing Search and Rescue (FWSAR), którego celem było pozyskanie samolotu przeznaczonego do realizacji w pierwszej kolejności zadań poszukiwawczo-ratowniczych. O zamiarze uczestnictwa Embraera w konkursie brazylijskie media poinformowały 28 maja 2015 roku. Brazylijski producent rozpoczął swoją akcję promocyjną w listopadzie tego samego roku. Obok KC-390 do rywalizacji włączyli się producenci maszyn Alenia C-27J Spartan, CASA C-295W oraz Lockheed Martin i jego HC-130J Super Hercules. Na początku 2017 roku Kanada oświadczyła, iż zwycięzcą w programie został C-295W.

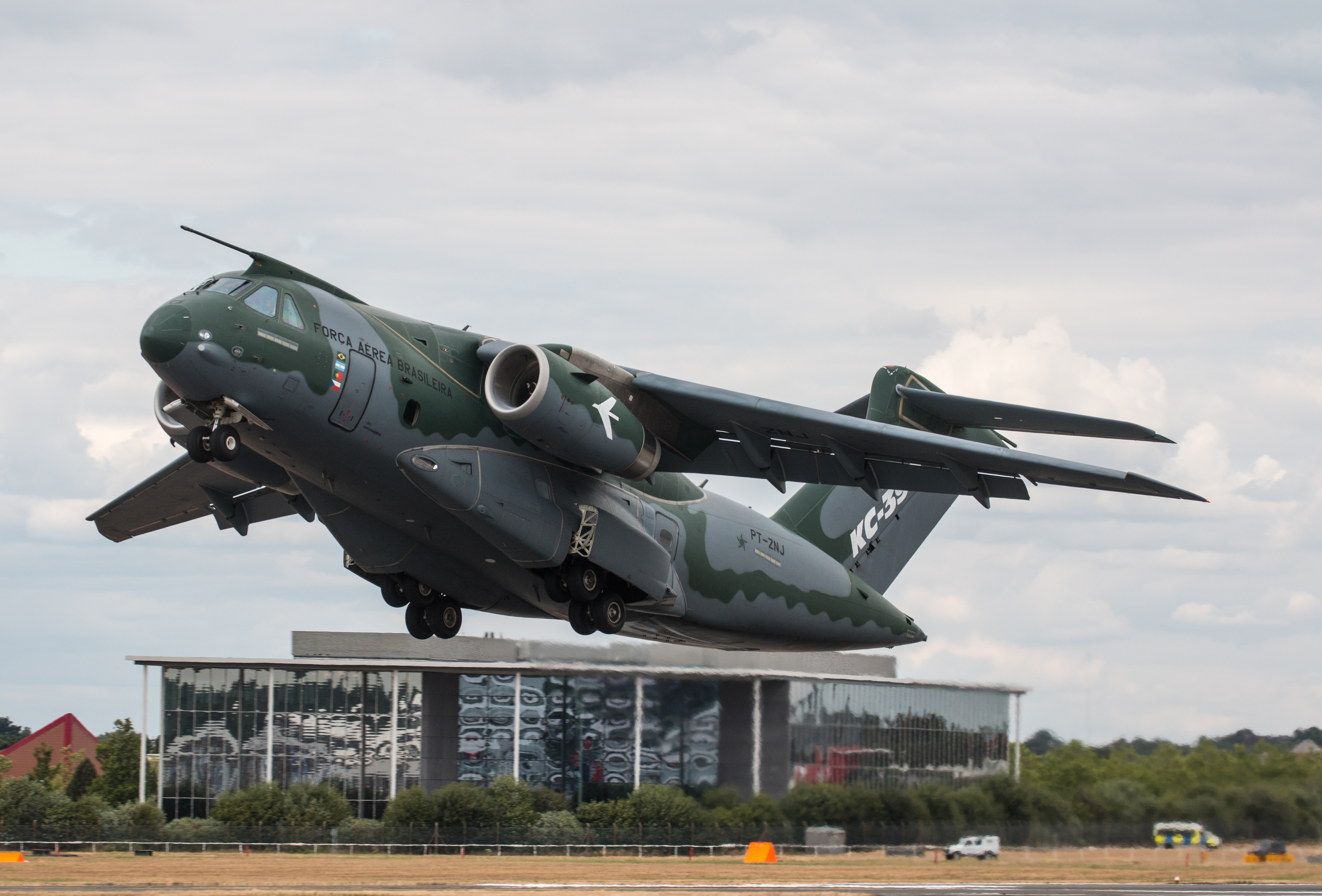
Embraer KC-390 na Farnborough International Airshow 2018

W lipcu 2016 roku Embraer podpisał kolejną umowę z Boeingiem, tym razem jej przedmiotem była współpraca obydwu firm przy sprzedaży i obsłudze technicznej KC-390. Wydarzenie to odbyło się w trakcie odbywających się w Wielkiej Brytanii targów Farnborough International Airshow. Również podczas ich trwania, po raz pierwszy poza Brazylią publicznie na wystawie statycznej zaprezentowano samolot. Pierwszy latający prototyp przyleciał do Wielkiej Brytanii celem uczestnictwa w targach 7 lipca 2016 roku. Sam lot z Brazylii do Europy był częścią większej trasy promocyjnej mającej na celu prezentacje samolotu w wybranych krajach. Po drodze maszyna zatrzymała się w Republice Zielonego Przylądka oraz Portugalii, gdzie wzięła udział w pokazie zorganizowanym dla oficerów Portugalskich Sił Powietrznych. Po targach samolot udał się w dalszą trasę. W trakcie jej trwania KC-390 spędził w powietrzu 48 h, pokonując łącznie około 30,2 tys. km. Obok wymienionych krajów, KC-390 lądował w Czechach, Zjednoczonych Emiratach Arabskich, Egipcie i Malcie (ostatnie dwa kraje wykorzystano do postojów technicznych).
18 listopada 2016 roku Nowa Zelandia wysłała do Embraer zapytanie (Request for Information) na temat KC-390. Nowozelandzka inicjatywa wzięła się z potrzeby pozyskania nowych samolotów transportowych w ramach programu Future Air Mobility Capability (FAMC). Jego celem było zastąpienie wysłużonych C-130H oraz dwóch Boeing 757 używanych przez Royal New Zealand Air Force. Równolegle poinformowano o dalszych planach pozyskania morskich maszyn patrolowych, mających zastąpić Lockheed P-3 OrionK2. W tym przypadku brazylijski producent rozważał również zbudowanie samolotu na bazie pasażerskiego Embraer 190. Drugą opcją było wykorzystanie KC-390. W jego ładowni można by umieścić specjalistyczne wyposażenie na paletach. Maszyna wyposażona zostałby dodatkowo w zasobniki obserwacyjne podwieszane pod kadłubem oraz radar poszukiwawczy obserwujący przestrzeń w zakresie 360° w nosie kadłuba. Takie rozwiązania Embraer planował zastosować w celu spełnienia wymagań kanadyjskiego programu FWSAR. Ostatecznie Nowa Zelandia wybrała samoloty.
W czerwcu 2017 roku KC-390 ponownie pojawił się na Międzynarodowym Salonie Lotniczym w Paryżu, tym razem jednak maszyna, którym był drugi latający prototyp, zaprezentowała się publiczności w pokazach w locie. Podobnie jak podczas wcześniejszej wizyty w Paryżu i tym razem występ na pokazach był częścią większej trasy promocyjnej. W trakcie 40 dni jej trwania, samolot odwiedził 18 krajów, spędził 130 godzin w powietrzu oraz pokonał dystans 91,7 tys. km. Wśród odwiedzonych krajów znalazła się między innymi Szwecja, gdzie uczestniczył w pokazie dla przedstawicieli tamtejszych sił powietrznych. Szwecja wymieniana jest jako potencjalny nabywca KC-390. Transakcja ma być częścią rekompensaty za zakup przez FAB szwedzkich myśliwców Saab JAS 39 Gripen. Maszyna zawitała również do Nowej Zelandii, promując się w ramach programu FAMC. W dalszej kolejności wymieniane są Boliwia, Włochy, Zjednoczone Emiraty Arabskie oraz nie ujawniony z nazwy cywilny użytkownik zainteresowany pozyskaniem maszyn transportowych.
W 2018 roku KC-390 zaprezentowany został na Royal International Air Tattoo oraz ponownie w trakcie Farnborough International Airshow, podczas którego prezentował się zgromadzonej publiczności w powietrzu.
Obok wymienionych krajów, producent prowadzi lub prowadził rozmowy w sprawie sprzedaży samolotu ze Szwecją i Arabią Saudyjską. Indie poszukują następców swoich An-32. W grę wchodzi kontrakt obejmujący zakup od 80 do 120 maszyn. Embraer oferuje również swój samolot Polsce, która zainteresowana jest pozyskaniem powietrznych tankowców w ramach programu „Karkonosze”.

### Portugalia

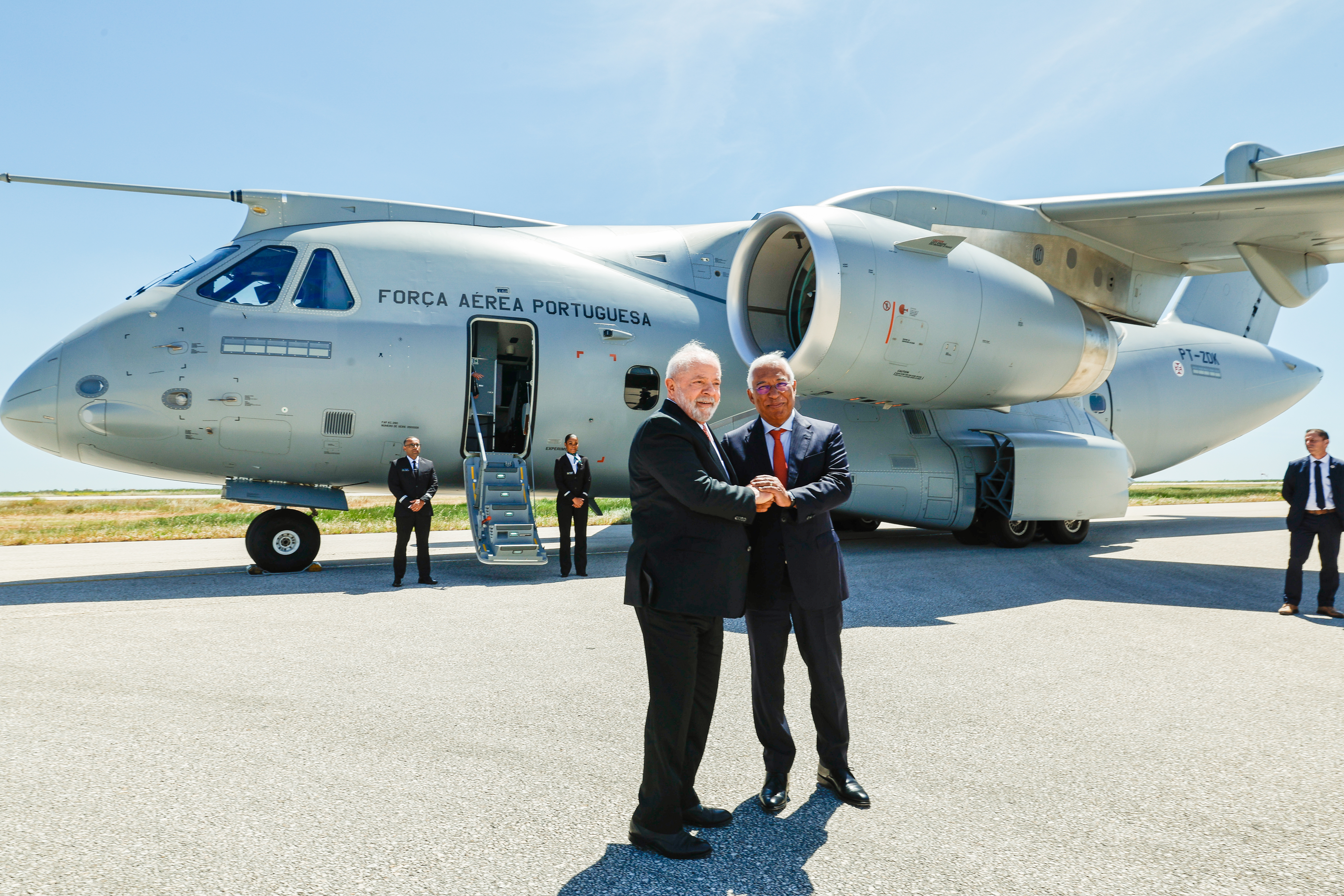
Portugalski KC-390

11 lipca 2019 roku Portugalia podpisała z Embraerem umowę na zakup pięciu maszyn, z opcją zakupu kolejnej. Umowa obok samolotów przewidywała również zakup pakietu logistycznego oraz symulatora lotu. Pakiet logistyczny zakupiony przez Portugalczyków obejmował dwanaście lat eksploatacji KC-390. Dostawy samolotów mają rozpocząć się w 2023 roku i potrwać do 2027. Podpisany kontrakt jest pierwszym realnym zakupem, będącym konsekwencją podpisanych w 2010 roku listów intencyjnych. 16 października 2023 roku pierwszy z zamówionych samolotów został formalnie odebrany przez stronę portugalską, jeszcze na terenie Brazylii w fabryce Embraera w Gavião Peixoto a już 19 października tego samego roku, maszyna przybyła na stałe do Portugalii, rozpoczynając jednocześnie służbę operacyjną. Samolot otrzymał numer FAP 26901. Portugalski KC-390 kilkakrotnie był wcześniej w Portugalii, ale za każdym razem wracał do kraju producenta celem kontynuacji i dokończenia prób oraz instalacji i certyfikacji sprzętu mającego umożliwić współprace i kompatybilność z innymi samolotami należącymi do sił powietrznych państw NATO. 22 maja 2023 roku, w bazie lotniczej Beja, powołano do życia 506. Eskadrę „Rinocerontes” (Esquadra 506 “Rinocerontes”). W jej skład wejdą zakupione KC-390. Docelowo, maszyny mają zastąpić flotę trzech maszyn C-30H-30.

### Szwecja
9 listopada 2024 roku szwedzkie Ministerstwo Obrony ogłosiło, że nowym taktycznym samolotem transportowym, zostanie brazylijska maszyna. Za prowadzenie rozmów z producentem odpowiedzialna została szwedzka Agencja Zabezpieczenia Materiałowego. Nie podano jaką liczbę samolotów Szwecja zamierza nabyć. Prawdopodobnie ich liczba będzie zależeć od ostatecznej ceny jaką uzgodnią strony. Umowa ma charakter wiązany, w tym samym dniu, 9 listopada, szwedzki minister obrony Pål Jonson i jego brazylijski odpowiednik José Múcio podpisali list intencyjny w sprawie nabycia przez Brazylię dziesięciu kolejnych samolotów JAS 39E Gripen. Tym samym ich liczba w brazylijskich siłach powietrznych wzrośnie do 45.

### Węgry
17 listopada 2020 roku, Węgry podpisały umowę z producentem samolotu, na zakup dwóch egzemplarzy KC-390, w konfiguracji zdolnej do tankowania w powietrzu. Kontrakt obejmuje również szkolenie węgierskiego personelu latającego i naziemnego w obsłudze i eksploatacji samolotów. Po wycofaniu ostatniego An-26 ze służby, 11 czerwca 2020 roku, Węgry nie dysponują odpowiednimi do ich potrzeb samolotami transportowymi. Zakup brazylijskich maszyn, pozwoli na odtworzenie zdolności transportowych Węgierskich Sił Powietrznych.

### Holandia
16 czerwca 2022 roku, holenderski sekretarz stanu Christophe van der Maat oznajmił, iż Holandia zamierza nabyć pięć samolotów KC-390. Nowe maszyny mają zastąpić starzejące się C-130. Wstępne plany zakładają dostarczenie pierwszego z zamówionych transportowców w 2026 roku. Decyzja o znalezieniu następców dla dwóch znajdujących się na uzbrojeniu Królewskich Holenderskich Sił Powietrznych C-130H oraz kolejnych dwóch C-130H-30 zapadła w 2020 roku. Holendrzy planują włączyć swoje KC-390 w ramy European Air Transport Command. 22 lipca 2024 roku holenderskie Ministerstwo Obrony podpisało umowę zakupu dziewięciu maszyn C-390. Pięć z nich będzie przeznaczonych dla Holandii a pozostała czwórka trafi do Austrii. Obydwa kraje podjęły decyzje o zakupie samolotu na podstawie tej samej specyfikacji przetargowej.

### Austria
W kwietniu 2023 roku Austria rozesłała do 29 krajów zapytanie ofertowe, w którym wyrażała chęć pozyskania w trybie umowy międzynarodowej od czterech do pięciu średnich samolotów transportowych. Maszyny mają zastąpić znajdujące się na stanie sił powietrznych amerykańskie C-130K. Początkowo planowano zakup samolotów używanych lub wspólny zakup z krajem poszukującym podobny tym maszyn, celem obniżenia kosztów zakupu. Po analizie rynku, 20 września 2023 roku austriackie Ministerstwo Obrony poinformowało, iż wybrało zakup fabrycznie nowych C-390. Trzech egzemplarzy w ramach zamówienia podstawowego i jeden samolot w opcji. Ostatecznie Austria wykorzystała opcje, kupując wraz z Holandią cztery maszyny. Odpowiedni kontrakt podpisano 22 lipca 2024 roku.

### Czechy
W listopadzie 2021 roku transportowiec Embraera testowany był na praskim lotnisku. Wśród sprawdzanych parametrów, weryfikowano możliwość załadunku na pokład samolotu transportera opancerzonego Pandur. 17 października 2023 roku, Ministerstwo Obrony Republiki Czeskiej ogłosiło rozpoczęcie negocjacji z brazylijskim producentem w sprawie nabycia dwóch KC-390. Tego samego dnia, czeskie Aero Vodochody i Embraer ogłosiły podpisanie aneksu do zawartej w czerwcu 2022 roku umowy o współpracy. Aneks ma na celu rozszerzenie zakresu prac czeskiego przedsiębiorstwa w produkcji brazylijskiego samolotu. Współpraca pomiędzy obydwiema firmami rozpoczęła się w 2011 roku. W Aero Vodochody produkowane są między innymi krawędź natarcia skrzydeł, rampa ładunkowa, sekcja tylnej części kadłuba. 25 października 2024 roku, czeskie Ministerstwo Obrony podpisało umowę z brazylijskim producentem na zakup dwóch transportowców. Czeskie samoloty będą zdolne do realizacji rozbudowanego wachlarza misji. Obok podstawowego zadania transportu ładunków i żołnierzy, samoloty będą zdolne do realizacji misji ewakuacji medycznej. Na pokładzie może zostać umieszczony specjalistyczny moduł do prowadzenia intensywnej opieki medycznej. Kabina ładunkowa jest podatna na modyfikacje przystosowującą ją do transportu pasażerów o podwyższonym standardzie. Samolot, wyposażony w zamówiony modułowy system zrzutu wody i środków gaśniczych MAFFS-II, może realizować misje przeciwpożarowe, gasząc pożary w locie. Maszyna wyposażona jest w system do podawania paliwa w locie innym samolotom przy użyciu elastycznego przewodu, jak również sama może pobierać paliwo w locie. Zainstalowany na pokładzie specjalny moduł paliwowy umożliwia podawania paliwa pojazdom znajdującym się na ziemi. Starając się o pozyskanie nowych samolotów transportowych, Czechy obok oferty brazylijskiej rozważały nabycie maszyn Airbus A400M i Lockheed C-130 Hercules.

### Korea Południowa
4 grudnia 2023 roku, południowokoreańskie media podały do wiadomości publicznej, iż w ramach tzw. drugiego etapu programu Large Transport Aircraft, południowokoreańska agencja zamówień wojskowych (Defence Acquisition Program Administration – DAPA) wybrała KC-390 jako samolot, który uzupełni flotę maszyn transportowych Sił Powietrznych Republiki Korei. W pokonanym polu znalazły się oferty Airbusa i jego Airbus A400M oraz Lockheed Martin i KC-130J-30 Super Hercules. Plany zakładają zakup co najmniej trzech maszyn, których dostawy mają zostać zrealizowane do końca 2026 roku.

## Konstrukcja

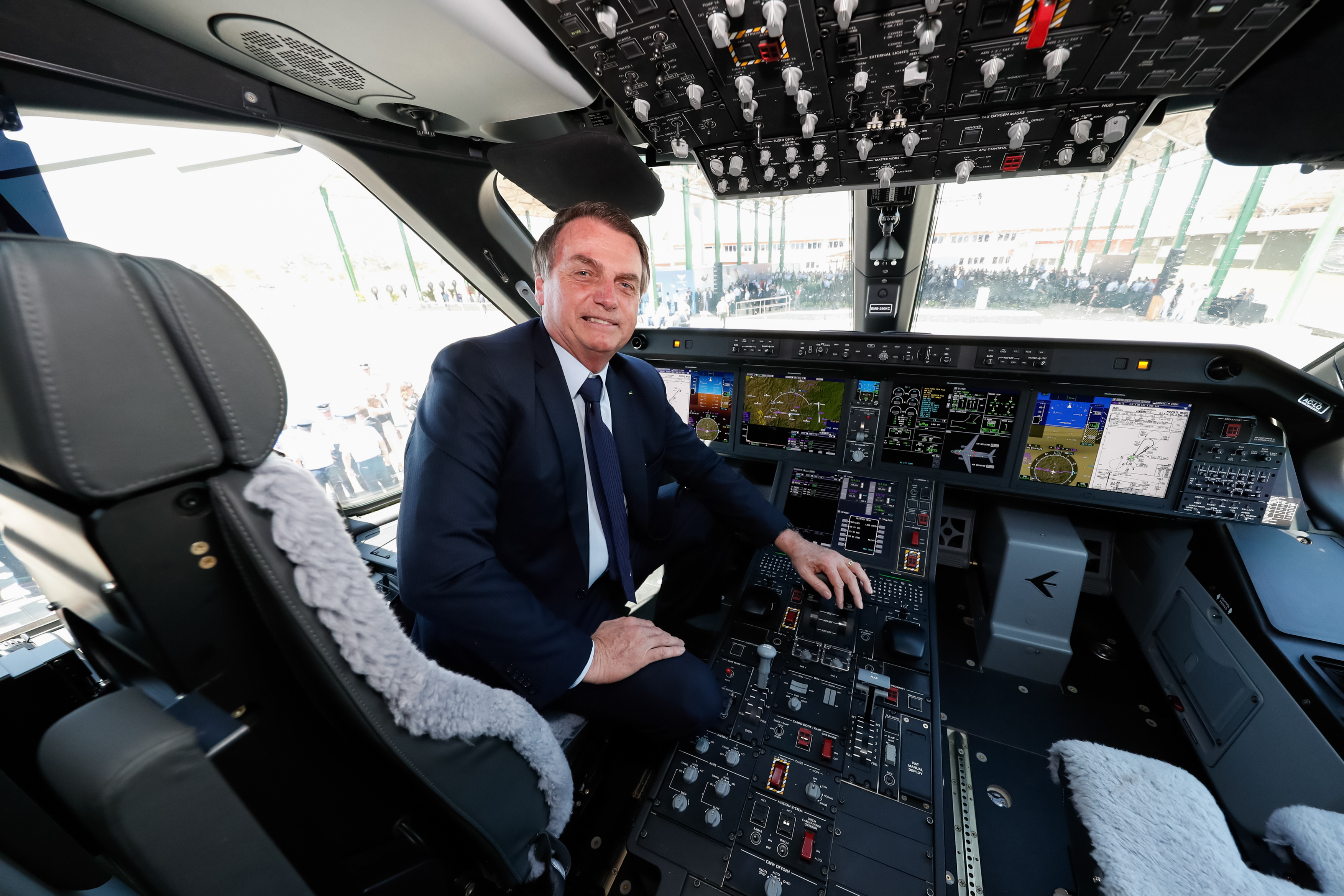
Prezydent Brazylii Jair Bolsonaro w kabinie pilotów

KC-390 jest całkowicie metalowym grzbietopłatem z usterzeniem w kształcie litery T o bardzo szerokim wachlarzu realizowanych zadań. Kabina załogi oraz ładownia samolotu jest klimatyzowana i ciśnieniowa. Podwozie chowane z przednim podparciem. Przednia goleń podwójna, chowana do wnęki w kadłubie samolotu. Podwozie główne, dwa czterokołowe wózki, chowane do sponsonów umieszczonych po bokach kadłuba. Za wnękami, do których chowane są wózki podwozia głównego umieszczono również chowane w tych samych sponsonach wysuwane hydraulicznie podstawy, które stabilizują samolot na ziemi podczas załadunku i wyładunku ciężkich ładunków. Podstawową funkcją samolotu są misje transportowe ładunków, żołnierzy i pojazdów. Równolegle, co podkreśla oznaczenie maszyny, KC-390 może pełnić funkcję latającej cysterny, jak również zaopatrywać w paliwo inne samoloty i pojazdy na ziemi. Maszyna może również realizować zadania ewakuacji medycznej, poszukiwawczo-ratownicze, desantu spadochronowego, zrzutu ładunków, wsparcia operacji sił specjalnych oraz jak przewiduje producent, gaszenia pożarów. Głównym elementem zapewniającym wszechstronność samolotu jest jego podatna na modyfikacje, w zależności od typu stawianego zadania, ładownia. Zdaniem producenta, zmiana konfiguracji ładowni, z wersji bazowej do jakiejkolwiek innej powinna zająć nie dłużej niż trzy godziny. Ładownia samolotu ma długość 18,5 metra wraz z rampą ładunkową (12,7 m bez niej), 3,45 metra szerokości oraz 3,2 m wysokości w najwyższym miejscu i 2,95 m wysokości w najniższej części. Całkowita objętość ładowni wynosi 169 m³. Transport ładunków wewnątrz ładowni umożliwiają rolki zamontowane na stałe w podłodze kabiny. KC-390 może przewieźć na swoim pokładzie 80 żołnierzy (w przypadku gdy są to spadochroniarze z pełnym wyposażeniem, można zabrać ich 66 na pokład). Na pokładzie mieści się maksymalnie siedem palet typu 463L lub 36 żołnierzy i sześć palet. W trakcie realizacji misji ewakuacji medycznej, samolot może zabrać na pokład osiem osób personelu medycznego oraz 74 rannych na noszach. Maksymalna masa przewożonego ładunku to 26 ton. W przypadku przewożenia pojazdów, KC-390 może zabrać na swój pokład trzy terenowe samochody typu HMMWV. Cięższe pojazdy: dwa opancerzone transportery M113 lub pojedynczy Patria AMV. Po zdemontowaniu głównego wirnika, do ładowni zmieści się pojedynczy śmigłowiec Sikorsky UH-60 Black Hawk. Załogę samolotu stanowią standardowo trzy osoby, dwóch pilotów i operator ładunku (w wersji latającej cysterny, operatora urządzeń podających paliwo). Piloci mają do dyspozycji kabinę typu glass cockpit z cyfrową awioniką Pro Line Fusion amerykańskiej firmy Rockwell Collins. Oprócz awioniki, Rockwell Collins jest dostawcą zainstalowanego na pokładzie radionamiernika DF-430 i radiostacji HF-9000. Radiostację VHF/UHF M3AR dostarcza firma Rohde & Schwarz International. Thales Avionic jest producentem zamontowanego na pokładzie systemu nawigacji satelitarnej Global Positioning System (GPS). GPS jest zintegrowany z platformą bezwładnościową, również produkcji Thales, tworząc jeden układ. Kolejnym wyposażeniem maszyny jest żyrokompas LCR-100 amerykańskiej firmy Northrop Grumman LITEF. Działanie układów samolotu, jego podzespołów, elementów płatowca, monitorowane jest przez pokładowy system obsługowy (onboard maintenance systems). Jego zadaniem jest informować załogę o wszelkich nieprawidłowościach w funkcjonowaniu samolotu. W wersji SAR, istnieje możliwość zainstalowania pod dziobem maszyny głowicy Rafael Litening II, wyposażonej w kamerę światła dziennego i termowizyjną. Informacje techniczne, nawigacyjne i taktyczne, prezentowane są na pięciu dużych wyświetlaczach ciekłokrystalicznych. Pod sufitem kabiny, podwieszone są szerokokątne wyświetlacze typu HUD. Kabina przystosowana jest do użycia przez załogę gogli noktowizyjnych. Piloci sterują maszyną przy użyciu dżojstików umieszczonych po bokach foteli. Poruszanie powierzchniami sterowymi odbywa się przy użyciu systemu fly-by-wire. Samolot wyposażony jest w wielofunkcyjny radar Gabbiano T20 firmy Salex Galileo. Radar wykorzystywany jest przez załogę do obrazowania pogody oraz realizuje zadania nawigacyjne. Może również pracować w trybie mapowania terenu w wysokiej rozdzielczości (Spotlight mode SAR/Spotlight Synthetic-Aperture Radar). W trybie Spotlight mode SAR radar umożliwia śledzenie do dwustu obiektów znajdujących się na powierzchni wody. Można go używać do wykrywania skażenia np. plam ropy unoszących się na morzu, monitorować połowy rybackie, ogólnie, monitorować ruch morski.
Opcjonalnie maszynę można wyposażyć w układy samoobrony przed nadlatującymi przeciwlotniczymi pociskami rakietowymi. W ich skład może wejść system ostrzegający o oświetleniu samolotu wiązką radarową lub laserową, system ostrzegający o nadlatującym pocisku. Wyrzutnie dipoli i flar. Flary, stanowiące ostatnią barierę mającą zapobiec przechwyceniu samolotu przez pocisk naprowadzany na podczerwień, wspomagana są przez aktywny układ zakłócania pocisków dysponujących tego rodzaju głowicami. W skład opcjonalnego wyposażenia wchodzi również pakiet opancerzenia kabiny załogi, chroniący pilotów przed amunicja strzelecką kalibru do 12,7 mm.
W wersji latającego zbiornikowca, na pokładzie instalowane są palety ze zbiornikami paliwa. Jego przetaczanie do tankujących samolotów odbywa się przy użyciu dwóch zasobników Cobham 912E z giętkimi przewodami o długości 30 metrów. Zasobniki montowane pod skrzydłami umożliwiają transfer paliwa z szybkością 1500 l na minutę, na pułapie od 610 do 9753 m i z prędkością lotu od 222 do 556 km/h. Charakterystyka transferu paliwa umożliwia wykorzystanie KC-390 do tankowania innych samolotów z napędem odrzutowym, jak również dużo wolniejszych śmigłowców. Transportowiec może być również wykorzystywany jako stacja paliwowa dla pojazdów lądowych, podczas swojego postoju na ziemi. W razie konieczności, konstrukcja samolotu umożliwia instalacje sztywnego boomu, umożliwiającego podawanie paliwa samolotom przystosowanym do tego typu połączenia. KC-390 wyposażony jest w sondę do pobierania paliwa z elastycznego węża. W miejsce palet ze zbiornikami paliwa, mogą być zainstalowane zbiorniki z wodą lub środkami gaśniczymi w wersji przeciwpożarowej.
Samolot napędzany jest dwoma silnikami turbowentylatorowymi IAE V2500-E5. O wyborze właśnie tej jednostki poinformowano 25 lipca 2011 roku. Producent brał pod uwagę również silniki CFM International CFM56.
W 2021 roku producent rozpoczął próby startów i lądowań samolotu z nieutwardzonych, krótkich, ziemnych pasów startowych. W tym celu wybudowano specjalny pas startowy o długości 1800 metrów obok zakładów produkujących maszyny. Według Embraera, długość dogi startowej na poziomie morza z ładunkiem 23 000 kg i zasięgiem 926 km wynosi 1524 m. Zmniejszenie masy przewożonego ładunku do 16 000 kg, skraca drogę startową samolotu do 1165 m. Droga lądowania z ładunkiem 26 000 kg wynosi co najmniej 1000 m.

## Wersje
- Brazylijski producent prowadzi prace koncepcyjne nad przystosowaniem samolotu do potrzeb rynku cywilnego. Nowa wersja otrzymała wewnętrzne oznaczenie E390[16].
- 3 grudnia 2024 roku, w trakcie Narodowych Targów Obrony i Bezpieczeństwa odbywających się w Brasílii, Embraer i Brazylijskie Siły Powietrzne podpisały porozumienie w sprawie poprowadzenia analizy przystosowania KC-390 do pełnienia roli samolotu zwiadowczego, obserwacyjnego, rozpoznawczego oraz morskiej maszyny patrolowej. Ostatnie z zadań wiązałby się z przystosowaniem transportowca do przenoszenia pocisków przeciwokrętowych. Potencjalna nowa wersja otrzymała oznaczenie C-390 IVR (Inteligência Vigilância e Reconhecimento)[26].

## Służba
4 września 2019 roku, w bazie lotniczej Anápolis w pobliżu Brasílii odbyła się uroczystość przekazania brazylijskim siłom powietrznym pierwszego egzemplarza KC-39 (o numerze seryjnym 2853). Samolot wszedł w skład 1° Grupo de Transporte de Tropa (1. Grupy Lotnictwa Transportowego) z bazy Campo dos Afonsos pod Rio de Janeiro. 13 grudnia 2019 roku do jednostki trafił drugi z zamówionych transportowców (o numerze seryjnym 2854). W pierwszej połowie 2020 roku obydwa samoloty przerwały swoje loty testowe i awaryjnie weszły do służby operacyjnej. Maszyny wykorzystano do transportu sprzętu i zaopatrzenia medycznego w ramach walki z pandemią wirusa COVID-19 o czym brazylijskie siły powietrzne poinformowały na konferencji prasowej 10 kwietnia 2020 roku. 29 czerwca 2020 roku brazylijskie siły powietrzne otrzymały trzeci egzemplarz KC-390 (o numerze seryjnym 2855). Maszyna przybyła do bazy Anápolis gdzie dołączyła do 1° Grupo de Transporte de Tropa. 1 grudnia 2021 roku, w Base Aérea de Anápolis odbyła się uroczystość przekazania piątego KC-390 (o numerze seryjnym 2857) brazylijskim siłom powietrznym. Samolot wszedł w skład drugiego skrzydła (Ala 2) 1° Grupo de Transporte de Tropa.
9 sierpnia 2022 roku, należący do brazylijskich sił powietrznych KC-390 wziął po raz pierwszy udział w misji, której celem było podanie paliwa innym maszynom w trakcie lotu. KC-390 przy użyciu systemu z elastycznym przewodem podał paliwo dwóm brazylijskim Northrop F-5EM/FM Tiger II. Obydwa F-5 pobrały w sumie 2900 kg paliwa lotniczego. Embraer jest w stanie przy użyciu dwóch podajników z przewodami elastycznymi, zamontowanymi pod skrzydłami, podać 22 69 kg paliwa z szybkością 800 litrów na minutę.